# Hemerodromia choulyana
Hemerodromia choulyana är en tvåvingeart som beskrevs av Vaillant och Gagneur 1998. Hemerodromia choulyana ingår i släktet Hemerodromia och familjen dansflugor. Inga underarter finns listade i Catalogue of Life.